# Joan Plaza
Joan Plaza Durán (Barcelona, España, 26 de diciembre de 1963) es un entrenador de baloncesto español que actualmente dirige al Morabanc Andorra, equipo que milita en la Liga ACB de España.

## Trayectoria
Su carrera se inició en C.B. Alisos, luego en Badalona, en la escuela de baloncesto Betsaida fundada por su hermano y por él. Alternó los primeros años con el equipo femenino Santísima Trinitat y tras ganar varios campeonatos en categorías junior con ambos, entrenó también al C.B. Sant Adrià. Después fue fichado por el Joventut de Badalona, donde fue ayudante de M. Nolis los tres primeros años y 1r. entrenador los siguientes, y dirigió también al CB.Tarragona en lo que actualmente sería la LEB Oro.

### Real Madrid
En verano de 2006 el Real Madrid Baloncesto (tras un año como entrenador asistente) destituye a Božidar Maljković y se dispone a buscar entrenador. La negativa de varios entrenadores, entre ellos Aíto García Reneses, a hacerse con las riendas de un equipo en línea descendente hace que el club blanco tenga que confiar en Plaza, que los dos años anteriores actuó como segundo entrenador de Maljković, consiguiendo de inicio, el récord de imbatibilidad de la historia ACB en un entrenador novel, ganar el Torneo Comunidad de Madrid y jugar la final de la Copa del Rey'07. El 10 de abril de 2007 se proclama campeón de la Copa ULEB en la final disputada entre el Real Madrid y el Lietuvos Rytas por 87 a 75 en la ciudad belga de Charleroi. Joan Plaza es nombrado Entrenador del Año 2006-07 de la ULEB-Cup.
El 24 de junio de 2007 Plaza pasa a la historia de la Liga ACB al convertirse en el tercer entrenador que consigue ganarla en su debut como técnico. Así termina el exitoso primer año de Plaza como entrenador, en el que consigue llevar a su equipo a las finales de los cuatro torneos oficiales que disputaba; Torneo Comunidad de Madrid, Copa del Rey, ULEB Cup y ACB, ganando además tres de ellos. Por último y para completar un año que no presagiaba en sus inicios nada tan óptimo, Plaza es proclamado Mejor Entrenador del Año, en una votación realizada por todos los entrenadores del país a través de la Asociación Nacional de Entrenadores de Baloncesto. El citado premio se le entregó en la primera jornada de la siguiente temporada que les enfrentaba al Pamesa Valencia.
El día 11 de octubre de 2007 durante la gira NBA Tour, los Toronto Raptors (campeones de la conferencia Atlántica 2007) se enfrentaron al Real Madrid, con victoria de los madridistas por 104-103, convirtiéndose así en el quinto equipo europeo y tercer español en ganar a un equipo de la "mejor" liga del mundo. El 15 de diciembre de 2007 el Real Madrid, con Plaza como entrenador, cumple su partido número 1000 en liga ACB, enfrentándose al DKV Joventut Badalona, al que gana por 65 a 71 en tierras catalanas.
El mes de enero de 2008, coincidiendo con el título de campeón de invierno de la ACB y la clasificación de su equipo como cabeza de serie del Top-16 de la Euroliga, Plaza es proclamado Entrenador del Mes. Este mismo año y en su primera participación en la Euroliga, el equipo se clasifica como cabeza de serie tras la 1.ª fase y llega a tener opciones para clasificarse en cuartos de final hasta el último partido del Top-16, donde finalmente no acceden por un partido, a pesar de haber ganado a equipos como Barcelona, Panathinaikos BC, Zalgiris Kaunas, Fenerbahçe Ülker, Olympiacos BC o Partizan entre otros. En el mes de marzo de 2008 y tras alcanzar el segundo mejor récord en la historia de la liga ACB (24 victorias por 4 derrotas), Plaza es nombrado Entrenador del Mes por la AEEB tras seis victorias consecutivas que le hacen encabezar temporalmente la competición. A falta de dos jornadas para acabar la liga ACB en su fase regular, el Real Madrid se proclama campeón, lo que le permite clasificarse directamente para la Euroliga 2008-09 y tener ventaja de campo en los Play-Off. Al acabar esta primera fase de la competición, y con el récord de victorias-derrotas de la historia de la ACB (29-5), la liga ACB escoge el quinteto ideal, al jugador revelación y al mejor entrenador, título que recae en el entrenador del Real Madrid, Joan Plaza. Días después, el equipo cae eliminado en las eliminatorias por el título en el play-off a 3 partidos contra el Unicaja Málaga.
La temporada 08/09 empieza ganando por tercer año consecutivo el Torneo Comunidad de Madrid '08 (Real Madrid, CB Estudiantes y Baloncesto Fuenlabrada). El día 18 de enero de 2009, cumple 100 partidos en la ACB como primer entrenador del Real Madrid, ganando al Unicaja de Málaga de Aíto García Reneses y confirmándose como el entrenador en activo con mejor récord de vitorias/derrotas. En la Copa del Rey no pasa de cuartos de final, donde cae ante el Barça. En su segundo año en la Euroliga, el equipo supera la primera fase (ganando a CSKA Moscú, Partizan o Efes Pilsen entre otros)y pasa al Top-16 -donde el año anterior había caído-. En un grupo complicado (ALBA Berlin, Barça y Maccabi Tel Aviv BC) se clasifica para el Top-8 donde acaba perdiendo con el Olympiacos en el 4.º partido, quedándose así a un paso de la Final Four de Berlín. En los playoff de la ACB el Real Madrid cae eliminado ante un gran TAU Cerámica, que hizo valer el factor cancha y se impuso 2-1 en la eliminatoria, tras un gran tercer partido del bosnio del TAU, Mirza Teletović, autor de cinco triples en la segunda parte.
El día 21 de abril de 2009, Joan presenta en el Círculo de Bellas Artes de Madrid, su novela Las mantas de Angelina -ediciones Sombra- traducida al castellano. La presentación corrió a cargo de Juancho Armas Marcelo y el acto seguido por 25 medios de comunicación y un centenar de personas, fue cálido y entrañable. Dos días después, en la Diada de Sant Jordi, tuvo lugar en las Ramblas de Barcelona y la Librería Bosch de Barcelona, el acto de firma de nuevos ejemplares de la nueva edición en catalán. Durante el mes de junio, Joan asistió por tres veces a la Feria del libro de Madrid para firmar ejemplares de su libro.

### Cajasol Sevilla
El 19 de junio de 2009 el entrenador y el club Real Madrid, llegan a un acuerdo para cancelar su contrato, pese a que le quedaba un año más de contrato. Horas después, el equipo Cajasol Sevilla de la ACB y Joan Plaza, firman un nuevo contrato con el club andaluz, para finalmente ser presentado el día 22 de junio de 2009 en la capital hispalense. En el primer Torneo Oficial de la temporada, la Copa de Andalucía el Cajasol de Sevilla se impone al CB Granada y al Unicaja, proclamándose campeón de esta competición. La temporada transcurre favorablemente y cambiando radicalmente la trayectoria de los últimos años, clasificándose en primer lugar para la Copa del Rey de Bilbao y posteriormente, y tras finalizar en sexto lugar (empatado con el quinto) de la ACB, se clasifica para los Play-off después de 11 años sin conseguirse, y jugando el cruce con el Real Madrid al mejor de tres partidos, y al que ganó en Madrid (la última derrota de este equipo en Vistalegre), pero sucumbiendo ajustadamente en los dos últimos partidos de la serie. A todo esto, quedó renovado por dos años más, por la entidad sevillana.
El 22 de febrero de la temporada 2010/11, Cajasol de Sevilla, tras haberse clasificado para el Last 16 de la Eurocup (competición a la que optó por derecho propio, al quedar 6.º en el Play-Off ACB 2009/10), entra por primera vez en la historia de la entidad, en unos cuartos de final en Europa, al derrotar al Panellinios de Grecia. Con fecha 30 de marzo de 2011 y tras derrotar al equipo Ucraniano del Budivelnik en una doble eliminatoria sin ventaja de campo, el equipo sevillano logra la clasificación histórica a la Final Four de Treviso. Joan Plaza se convierte en el único entrenador español que se clasifique en una Final Four Europea (EUROLEAGUE y EUROCUP). El 16 de abril de 2011 el Cajasol de Sevilla, acompañado por 300 seguidores desplazados desde España, juega la primera final europea de su historia, enfrentándose en la segunda semifinal al anfitrión, la Benetton de Treviso a quien gana contrapronóstico por 63 a 75 y accediendo así a la "Final de la Eurocup" contra el Unics Kazán ruso contra quien acaba perdiendo, proclamándose así, Subcampeón de la Eurocup.
La temporada 2011-12 el Cajasol de Sevilla logra clasificarse una vez más en la Copa del Rey (Barcelona) donde logra ganar por primera en esta competición al Unicaja de Málaga, clasificándose así mismo en la semifinal donde perdió ajustadamente (ganando 2 de los 4 cuartos) ante el R.Madrid. La temporada acabó clasificándose nuevamente (por segunda vez en tres temporadas) en los Play-Off de la ACB, donde se cruzó con el R.Madrid en cuartos de final.

### Žalgiris Kaunas
El 30 de junio de 2012, Joan Plaza decide no renovar por el Cajasol de Sevilla, cerrando así un trienio más que positivo para la entidad andaluza y para él. Pocos días después, ficha por el Zalgiris Kaunas de Lituania, convirtiéndose en el primer técnico español en firmar un contrato por un equipo de la Euroliga, fuera de España. El 17 de septiembre de ese año, su equipo el Zalgiris gana su primera Supercopa de Lituania'12, tras enfrentarse a doble partido al también equipo de Euroliga, el Lietuvos Rytas de Vilnius. El día 3 de marzo de 2013 Zalgiris Kaunas se proclama por primera vez en su historia, campeón de la Liga Regular de la VTB United League a falta de dos jornadas para acabar esta fase de la competición. Paralelamente a este dato, el sábado 26 de febrero de 2013, Joan presentó en la Feria del Libro de Vilnius, su novela "Andzelikos Paklodes" ("Las Mantas de Angelina) traducida al lituano. El martes 7 de mayo de 2013, Zalgiris se proclama Campeón de la Liga de Lituania (LKL) en Vilnius tras un Play-Off en que se enfrentó a Nevezis, Neptunas y L.Rytas. El día 14 de ese mismo mes, durante la entrega de los anillos de campeones, Joan es nombrado Entrenador del Año 2012/13 por la Asociación de Clubs de Lituania.

### Unicaja Málaga
Tras su paso por la Liga lituana, Plaza regresó a la ACB para entrenar al Unicaja Málaga con un contrato por dos años rubricado el 7 de junio de 2013.
En su primera temporada en Málaga Joan Plaza consiguió recuperar los buenos resultados que durante las dos campañas anteriores no había obtenido el equipo malagueño. No solo clasificó al Unicaja Málaga para la disputa de la Copa del Rey donde cayó en cuartos de final; sino que también logró una destacable participación en Euroliga quedando Unicaja a las puertas del Top-8, y acabó realizando unas meritorias eliminatorias por el título alcanzando las semifinales de la ACB.
En su segunda temporada en Málaga consiguió volver a clasificar al equipo para la Copa del Rey alcanzando las semifinales; clasificar al equipo para el Top-16 (no sin apuros) y tener el mejor arranque de competición de la historia del Unicaja Málaga en Temporada Regular de la ACB, llegándose a proclamar campeón de invierno y a superar el récord de imbatibilidad como local. En semifinales de ACB, cae ante el Barcelona en una durísima serie que se resolvió en el quinto y definitivo partido.
Tras un final de competición memorable de Unicaja Málaga, venciendo con el factor cancha en contra a todos los principales favoritos a priori de la Eurocup: Bayern de Múnich, Lokomotiv Kuban y Valencia Basket, el 5 de abril de 2017, el equipo dirigido por Joan Plaza se proclamó campeón de la Eurocup en el Pabellón Fuente de San Luis de Valencia.
Tras finalizar la temporada 2017-18 al frente del equipo, ambas partes decidieron separar sus caminos tras ser el entrenador con más partidos en el Unicaja Málaga (325) y un lustro en el banquillo verde. 

### BC Zenit
Desde agosto de 2019 hasta febrero de 2020 sería entrenador del Zenit de San Petersburgo de la VTB League.

### Coosur Real Betis
El 30 de noviembre de 2020, se convierte en entrenador del Coosur Real Betis de la Liga Endesa, firmando por lo que queda de temporada, con opción a otra más.
El 22 de noviembre de 2021, finaliza su etapa como entrenador del Coosur Real Betis de la Liga Endesa, siendo relevado por Luis Casimiro.

### AEK Atenas
El 14 de junio de 2023, firma dos temporadas por el AEK de la A1 Ethniki griega.
El 25 de enero de 2024 es destituido del club griego tras ir 7° en la liga doméstica con un balance negativo de 6-9.

### Morabanc Andorra
El 22 de enero de 2025 se hizo oficial su fichaje por el Morabanc Andorra hasta final de temporada en sustitución de Natxo Lezkano.

## Clubes
- E.B. Betsaida. Categorías inferiores
- C.B. Sant Adrià. Categorías inferiores
- Santíssima Trinitat. Categorías inferiores
- Club Joventut de Badalona. Categorías inferiores
- 1995-96: Joventut Badalona categoría Cadete
- 1995-96: CB. Tarragona categoría Senior EBA/LEB
- 1996-99: Joventut Badalona categoría Junior
- 1999-00: Joventut Badalona categoría EBA
- 2000-05: Joventut Badalona (entrenador ayudante)
- 2005-06: Real Madrid (entrenador ayudante)
- 2006-09: Real Madrid
- 2009-12: Cajasol Sevilla
- 2012-13: Zalgiris Kaunas
- 2013-18: Unicaja Málaga
- 2019-20: Zenit de San Petersburgo
- 2020-21: Coosur Real Betis
- 2023-24: AEK Atenas
- 2025-Act: Morabanc Andorra

## Palmarés como entrenador
- Campeón de la Copa ULEB con el Real Madrid en la temporada 2006/2007
- Campeón de la Liga ACB con el Real Madrid en la temporada 2006/2007
- Campeón de la Supercopa de Lituania con el Žalgiris Kaunas en la temporada 2012/2013
- Campeón de la Liga de Lituania con el Žalgiris Kaunas en la temporada 2012/2013
- Campeón de la Eurocup con el Unicaja Málaga en la temporada 2016/2017

## Otros reconocimientos
- Entrenador del Año 06-07 ULEB-CUP de la Copa ULEB con el Real Madrid en la temporada 2006/2007
- Entrenador del Año 06-07 ACB de la liga ACB con el Real Madrid en la temporada 2006/2007
- Entrenador del Año 07-08 ACB/Liga Regular de la liga ACB con el Real Madrid en la temporada 2007/2008
- Entrenador del Año 12-13 LKL de la liga Lituana con el Žalgiris Kaunas en la temporada 2012/2013
- La encuesta 2014-15 del total de General Managers de la Euroleague, lo escoge como el 5º Mejor Entrenador de la competición
- Entrenador del Año 13-14 para la Revista Gigantes del Basket con el Unicaja de Málaga en la temporada 2013/2014
- La encuesta 2015-16 del total de General Managers de la Euroleague, lo escoge como el 2º Mejor Entrenador de la competición de la Fase Regular
- Entrenador con más partidos en Unicaja Málaga (+302): acabó la temporada 2017-2018 con 325 partidos.

## Vida literaria
Una de las grandes pasiones de Joan Plaza es la literatura. Ha escrito varias novelas, la primera de las cuales Las mantas de Angelina se presentó en catalán el año 2006 en Barcelona (Librería Laie), para posteriormente salir traducida en español y lituano. La segunda, Despertar a tiempo, se publicó en español y se presentó en sociedad en Madrid el año 2014. También ha escrito un cuento, varias aportaciones en forma de capítulos o prólogos para diversos autores y ha hecho el guion de un pequeño documental en el 25.º aniversario de la fundación de la ACB.